# Samsung Galaxy A06
Samsung Galaxy A06 та Samsung Galaxy A06 5G — смартфони початкового рівня, розроблені Samsung Electronics, що входять до серії Galaxy A. 4G-модель була представлена 16 серпня 2024, а 5G-модель — 19 лютого 2025 року.
Також 12 лютого та 27 лютого 2025 року відповідно були представлені Samsung Galaxy F06 5G та Samsung Galaxy M06 5G, що порівняно із Samsung Galaxy A06 5G в основному відрізняються дизайном.

## Дизайн
Передня панель виконаний зі скла, а задня панель та рамка — з пластику. Galaxy A06 та Galaxy A06 5G мають подібний до Galaxy A05 дизайн з двома круглими, вертикально розташованими об'єктивами. Також, як і всі інші смартфони лінійки Galaxy Ax6, вони мають пласку рамку з острівцем для кнопок (англ. Key Island). Натомість Galaxy F06 5G та Galaxy M06 5G мають овальний, вертикальний острівець камери, подібний до Galaxy F16 5G та Galaxy M16 5G, та звичайну пласку рамку. Пристрої також мають захист від бризок та пилу по стандарту IP54.
Знизу розміщені 3,5 мм аудіороз'єм, мікрофон, роз'єм USB-C та динамік, зверху — другий мікрофон, зліва — залежно від версії Galaxy A06 розташований лоток зі слотами під 1 SIM-картку і карту пам'яті або під 2 SIM-картки і карту пам'яті або тільки під 2 SIM-картки і карту пам'яті в інших моделей, а справа — гойдалка регулювання гучності та кнопка блокування, в яку вбудований сканер відбитків пальців.
Смартфони продаються в наступних кольорах:
| Galaxy A06 | Galaxy A06 | Galaxy A06 5G | Galaxy A06 5G  | Galaxy F06 5G | Galaxy F06 5G | Galaxy M06 5G | Galaxy M06 5G |
| Колір      | Назва      | Колір         | Назва          | Колір         | Назва         | Колір         | Назва         |
| ---------- | ---------- | ------------- | -------------- | ------------- | ------------- | ------------- | ------------- |
|            | Чорний     |               | Чорний         |               | Bahama Blue   |               | Blazing Black |
|            | Блакитний  |               | Світло-зелений |               | Lit Violet    |               | Sage Green    |
|            | Золотий    |               | Сірий          |               |               |               |               |

## Технічні характеристики

### Апаратне забезпечення
Samsung Galaxy A06, як і попередник, отримав систему на кристалі MediaTek Helio G85. Натомість Samsung Galaxy A06 5G, Galaxy F06 5G та Galaxy M06 5G отримали MediaTek Dimensity 6300. Galaxy A06 та Galaxy A06 5G продаються в конфігураціях 4/64, 4/128 та 6/128 ГБ, а Galaxy F06 5G та Galaxy M06 5G — 4/128 та 6/128 ГБ. Об'єм сховища можна розширити картою пам'яті формату microSD до 1 ТБ
Акумуляторна батарея всіх моделей отримала об'єм 5000 мА·год та підтримку швидкої зарядки потужністю 25 Вт.
Пристрої мають 6,7-дюймовий екран Infinity-U (з краплеподібним вирізом) типу PLS LCD з роздільною здатністю HD+ (1600 × 720), співвідношенням сторін 20:9 та щільністю пікселів 262 ppi. Максимальна частота оновлення в Galaxy A06 складає 60 Гц, а в Galaxy A06 5G, F06 5G та M06 5G — 90 Гц.
Смартфони отримали основну подвійну камеру із ширококутним об'єктивом на 50 Мп з діафрагмою f/1.8 з фазовим автофокусом та сенсором глибини на 2 Мп з діафрагмою f/2.4. Також пристрої отримали ширококутну фронтальну камеру на 8 Мп з діафрагмою f/2.0. Основна камера всіх моделей вміє записувати відео в роздільній здатності до 1080p@60fps, а фронтальна — до 1080p@30fps.

### Програмне забезпечення
Galaxy A06 був випущений з One UI Core 6.1 на базі Android 14, а Galaxy A06 5G, F06 5G та M06 5G — One UI Core 7.0 на базі Android 15. Пізніше Galaxy A06 був оновлений до One UI Core 7.0 на базі Android 15.